# Герб Высокогорского района
Герб Высокого́рского муниципального района Республики Татарстан Российской Федерации — опознавательно-правовой знак, служащий официальным символом муниципального образования.
Герб утверждён Решением № 90 Совета Высокогорского муниципального района 6 декабря 2006 года.
Герб внесён в Государственный геральдический регистр Российской Федерации под регистрационном номером 2881 и в Государственный геральдический реестр Республики Татарстан под № 82.

## Описание герба
«В лазоревом поле на зелёном холме, обременённом поясом, сложенным из золотых камней, мурованных чёрным, — золотой котёл с двумя ручками по сторонам на трёхногой подставке такого же металла».

## Символика герба
В гербе района отражены его исторические, природные и социально-хозяйственные особенности.
Высокогорский район является частью историко-культурного региона Татарстана — Заказанья. Здесь с древнейших времён активно взаимодействовали различные народы, культуры и религии. На территории района сохранилось множество археологических, историко-архитектурных, эпиграфических и этнографических памятников. Здесь расположен уникальный для истории Татарстана памятник — остатки одного из средневековых административных, экономических и культурных центров Казанского ханства — Иске Казань. В знак этого в гербе изображён золотой котёл.
Котёл символизирует богатую историю земель, входящих в состав современного района, традиции местных жителей, бережно передаваемые от поколения к поколению.
Котёл стоит на холме. Холм в гербе, аллегорически указывает на название района — Высокогорский, что делает герб района гласным. Сложенный из камня и кирпича пояс аллегорически указывает на остатки крепости вокруг города Иске Казань, а также символизирует богатое археологическое наследие района.
Цветовая гамма герба, включающая голубой и зелёный цвета символизирует уникальные природные объекты и памятники природы Высокогорского района: реку Казанку, озёра Карасиное, Кара-Куль, Мочальное, Эстачинский склон, Семиозёрский лес, природный заказник Голубые озёра.
Голубой цвет — символ чистого неба и прозрачной воды, духовности, чести и благородства.
Зелёный цвет — символ природы, здоровья, молодости, жизненного роста.
Золото — символ богатства, урожая, стабильности, интеллекта и уважения.

## История герба
Идея герба: Н. В. Мингазова (Высокогорский район)
Доработка герба произведена Геральдическим советом при Президенте Республики Татарстан совместно с Союзом геральдистов России в составе:
Рамиль Хайрутдинов (Казань), Радик Салихов (Казань), Ильнур Миннуллин (Казань), Константин Мочёнов (Химки), Кирилл Переходенко (Конаково), Галина Русанова (Москва).